# Berger Heide
De Bergse Heide is een natuurgebied ten noordoosten van de lijn Well-Nieuw Bergen.
Het gebied bestaat uit een gordel van naaldbos- en heidegebieden, stuifzanden en een aantal vennen.
Het gebied is gelegen op de rivierduinen en maakt onderdeel uit van Nationaal Park De Maasduinen. Het bestaat deels uit gemeentebossen, vroeger bekend als Boswachterij Gemeente Bergen. Dit gebied beslaat een oppervlakte van 1200 ha. Daarnaast zijn enkele honderden ha in bezit van Het Limburgs Landschap. Daarvan werd in 2000 het gebied nog uitgebreid met de aankoop van een landbouwenclave van 73 ha. Hier lagen vroeger twee belangrijke vennen: Wolfsven en Lelieven. Het Wolfsven behoorde ooit tot de grootste vennen van Nederland, met een lengte van bijna 1 km. De vennen werden eertijds drooggelegd en het gebied is lange tijd in gebruik geweest voor intensieve akkerbouw. De vennen zijn hier weer hersteld.
Het gebied grenst in het noordwesten aan het Bergerbos en in het zuidoosten aan de Bosserheide. In het zuiden van het gebied liggen ook een paar grote plassen die met de Maas in verbinding staan en die zijn ontstaan door grindwinning. Deze heten samen het Reindersmeer en zijn ingericht als watervogelgebied. Een trekveer leidt over het meer.
Door het gebied lopen tal van wandel- en fietsroutes.